# Giorgia Meloni
Giorgia Meloni (uitspr.: [ˈdʒɔrdʒa meˈloni]; Rome, 15 januari 1977) is een Italiaanse journaliste en politica. Sinds 22 oktober 2022 is ze de eerste vrouwelijke premier van Italië. Ze is partijleider van de Italiaanse nationaal-conservatieve partij Fratelli d'Italia (Broeders van Italië).

## Biografie

### Jonge jaren
Giorgia Meloni werd geboren in 1977 en groeide op in Garbatella, een wijk van Rome. Tijdens haar tienerjaren raakte ze geïnteresseerd in politiek en in 1992, op 15-jarige leeftijd, sloot ze zich aan bij de jongerenafdeling van de Movimento Sociale Italiano (MSI). Deze nationaal-conservatieve en neofascistische partij transformeerde in 1995 tot de Alleanza Nazionale (AN), waarna Meloni in 1996 leider werd van de studentenbeweging van die partij. In 1998 werd Meloni verkozen in de provinciale raad van Rome. Ze had daarin zitting tot 2002 en werd in 2004 benoemd tot voorzitter van de jeugdafdeling van de AN. In 2006 begon ze te werken als journalist.

### Parlementslid en minister
Bij de Italiaanse parlementsverkiezingen van 2006 werd Meloni voor het eerst verkozen tot lid van de Kamer van Afgevaardigden. Ze was pas 31 toen ze in mei 2008 vervolgens werd aangesteld als minister van Jeugd in het kabinet-Berlusconi IV, wat haar een van de jongste ministers maakte in de recente Italiaanse geschiedenis. Ze behield deze functie tot november 2011, toen er aan het kabinet van Berlusconi een einde kwam.
Tijdens haar periode als minister was de Alleanza Nazionale, samen met Forza Italia en een aantal kleinere partijen, in 2009 samengevoegd tot de nieuwe partij Il Popolo della Libertà (Het volk van de vrijheid). Meloni werd leider van de jeugdafdeling van deze partij, genaamd Giovane Italia (Jong Italië).

### Partijleider
In december 2012 richtte Meloni, samen met Guido Crosetto en Ignazio La Russa, de partij Fratelli d'Italia (Broeders van Italië) op. De partij maakte bij de parlementsverkiezingen van 2013 deel uit van de centrumrechtse coalitie van Silvio Berlusconi en behaalde negen zetels. Meloni werd herkozen als parlementslid en later aangewezen als fractieleider. Op 8 maart 2014 werd Meloni verkozen tot voorzitter en partijleider van Fratelli d'Italia.
Kort na haar aantreden als partijleider was Meloni in het voorjaar van 2014 lijsttrekker tijdens de Europese parlementsverkiezingen. Haar partij FdI eindigde echter nipt onder de kiesdrempel en behaalde zodoende geen zetel. Een poging om in 2016 burgemeester van Rome te worden, mislukte eveneens: bij de gemeenteraadsverkiezingen van dat jaar eindigde Meloni in de Italiaanse hoofdstad op de derde plaats, achter Roberto Giachetti en Virginia Raggi. Eind 2017 werd ze wel herkozen als partijleider van FdI.
Bij de Italiaanse parlementsverkiezingen van 2018 vormde Fratelli d'Italia een rechtse alliantie met Lega Nord, Forza Italia en Unione di Centro (Unie van het Centrum). Onder leiding van Meloni steeg FdI van 9 naar 32 zetels, maar regeringsdeelname zat er niet in. In de hieropvolgende periode voerde Meloni oppositie tegen de kabinetten van Giuseppe Conte (2018–2021) en Mario Draghi (2021–2022). Tijdens het kabinet-Draghi (een regering van nationale eenheid) was FdI de enige oppositiepartij.
In september 2020 werd Meloni voorzitter van de Partij van Europese Conservatieven en Hervormers.

### Premier van Italië
Op 25 september 2022 vonden in Italië vervroegde parlementsverkiezingen plaats. Meloni's FdI stond voorafgaand aan deze verkiezingen bovenaan in de peilingen, wat media deed speculeren over de mogelijke vorming van een radicaal-rechts kabinet onder leiding van Meloni. Het rechtse blok, waar FdI samen met Lega Nord, Forza Italia en Noi Moderati deel van uitmaakte, kwam uiteindelijk afgetekend als winnaar uit de bus. FdI zelf won er 87 zetels bij en veroverde in totaal 119 van de 400 zetels, oftewel 26% van de uitgebrachte stemmen. Het maakte FdI tot de grootste partij van het land.
Na succesvolle regeringsonderhandelingen werd Meloni op 21 oktober 2022 door president Sergio Mattarella benoemd tot de eerste vrouwelijke premier van Italië. Een dag later werd haar kabinet beëdigd.

### Binnenlands beleid
Op 31 oktober 2022 keurde de regering een decreet goed dat voorziet in een gevangenisstraf van maximaal zes jaar voor illegale feesten en bijeenkomsten. Ondanks dat het officieel werd gepresenteerd als een decreet tegen illegale ravefeesten, was de wet van toepassing op elke illegale bijeenkomst die de overheid gevaarlijk achtte. Dit gaf aanleiding tot veel kritiek.

#### Constitutionele hervorming
Eind december 2022 kondigde Meloni aan dat Elisabetta Casellati, minister van Constitutionele Hervormingen, een ontmoeting zou hebben met de oppositiepartijen om officieel te beginnen met de voorbereiding van een constitutionele hervorming om de bevoegdheden van de premier te versterken, ook al omvatte het verkiezingsprogramma van de coalitie alleen de directe verkiezing van de president.
Op 3 november 2023 presenteerde Meloni officieel de hervorming die voorzag in de rechtstreekse verkiezing van de premier, de zogenaamde "premierato", en een nieuwe kieswet die 55% van de parlementaire zetels in beide huizen toekent aan de coalitie die het hoogst scoort in de algemene verkiezingen.
Als gevolg van een nieuwe wetgeving die door de regering van Meloni is aangenomen, kan alleen de biologische ouder van een kind op de geboorteakte worden vermeld.

### Persoonlijk
Meloni had een relatie met de journalist Andrea Giambruno. Zij kregen in 2016 een dochter. Doordat een schandaal aan het licht werd gebracht over o.m. seksistisch en ongepast gedrag van Giambruno heeft zij de relatie op 19 oktober 2023 beëindigd.

## Standpunten
Giorgia Meloni is door verschillende media omschreven als populistisch, extreemrechts en zelfs fascistisch. Op 19-jarige leeftijd hemelde ze voor een Franse televisiecamera de fascistische dictator Benito Mussolini op, die ze onder meer omschreef als een 'goede politicus'. Later zou ze ook lovend spreken over Giorgio Almirante. In aanloop naar Meloni's verkiezingswinst in 2022 leidde haar door verschillende media als extreemrechts omschreven gedachtegoed tot bezorgdheid in sommige media en binnen de Europese Unie. Ze reageerde hierop door te benadrukken dat zij het fascisme en nazisme radicaal afwijst en de democratie te prijzen. Zelf noemt Meloni zich christelijk en conservatief. Ze vergelijkt haar politieke stijl met die van de Britse conservatieven, de Amerikaanse Republikeinen en de Israëlische Likoed-partij.
Meloni omschreef zichzelf als feminist in een interview en is kritisch over het recht op abortus. Ook is zij een sterk tegenstander van euthanasie, het homohuwelijk en genderneutraliteit. In 2019 vergaarde ze grote media-aandacht met haar woorden: "Ik ben Giorgia, ik ben een vrouw, ik ben een moeder, ik ben Italiaanse en ik ben christen. En dat zullen jullie niet van mij afpakken!" Massa-immigratie, islam en de 'Lgbt-lobby' ziet Meloni als bedreigingen voor de Italiaanse identiteit en de christelijke cultuur. Op het vlak van de Europese Unie pleit ze voor minder bureaucratie en meer zeggenschap voor de lidstaten.
In tegenstelling tot andere rechtse politici zoals Wilders, Orban en Fico steunt Meloni Oekraïne na de Russische invasie van 22 februari 2022.
- Biblioteca Nacional de España: XX6358293
- Catàleg d'autoritats de noms i títols de Catalunya: 981060403209006706
- Gemeinsame Normdatei: 1117033805
- International Standard Name Identifier: 0000 0001 1808 5012
- Library of Congress Control Number: no2011040943
- Istituto Centrale per il Catalogo Unico: UFEV405225
- Système universitaire de documentation: 26569048X
- Virtual International Authority File: 169047228
- WorldCat: E39PBJkhMj9fjXkHy64krpgxjC